# Cyprus News Agency
La Cyprus News Agency (en griego: Κυπριακό Πρακτορείο Ειδήσεων；en turco: Kıbrıs Haber Ajansı), es la principal agencia de prensa de Chipre. Se estableció oficialmente el 16 de febrero de 1976. Tiene acuerdos de cooperación con varias otras agencias de prensa mundial (Reuters Group, ITAR-TASS, entre otras).